# Max Mamers
 (août 2023).
Si vous disposez d'ouvrages ou d'articles de référence ou si vous connaissez des sites web de qualité traitant du thème abordé ici, merci de compléter l'article en donnant les références utiles à sa vérifiabilité et en les liant à la section « Notes et références ».
Max Mamers, né le 26 mai 1943 à Objat (Corrèze), est un pilote automobile français. Il est organisateur d'événements sportifs.

## Biographie

### Carrière de pilote
La carrière de Max Mamers débute en rallyes en 1968, avec une Berlinette Alpine et une R8 Gordini. Puis c'est le Volant Shell, dans lequel il termine troisième derrière Jean-Luc Salomon et Jacques Laffite, et les débuts en Formule Renault, où il réussit de belles saisons ponctuées de victoires à Nogaro en 1971, à Montlhéry en 1972, ainsi que de la pole position à Monaco.   
En 1973, il abandonne la Formule Renault et dispute la Coupe Simca 2 Litres qu’il remporte, et devient pilote usine Grac en 1974. Il participe à ses premières 24 Heures du Mans et dispute quelques épreuves du championnat du monde d’endurance. C’est alors qu’il donne une nouvelle orientation à sa carrière, en 1975, en s’alignant en courses de côte au volant d’une March 742 de l'équipe Roc. Il dispute même une course de Formule 2 sur le circuit de Magny-Cours.   
En 1976, il remporte sept victoires au classement général ; en 1977, il en remporte 11 et prend la deuxième place du championnat. En 1978, 1979 et 1980, il participe à 60 courses, obtient 32 victoires dont quatre en Championnat d’Europe de la Montagne. Pendant cette période, il dispute cinq fois les 24 Heures du Mans au volant de la WM, qui détient le record de vitesse de pointe dans cette épreuve, remportant une victoire en GTP en 1979. Pour sa sixième participation, en 1981, il est victime d’un accident à 360 km/h dans la ligne droite des Hunaudières.   
Après cela, il passe au Rallycross, où il débute au volant d’une Alpine A310, puis intègre l’équipe officielle Matra en 1982, avec Jean-Pierre Beltoise, au volant d’une Matra Murena ROC, avec laquelle il décroche deux titres de champion de France de Rallycross en 1982 et 1983. En 1985, la rencontre avec Frédéric Gervoson sera le début d’une collaboration avec le groupe Andros (entreprise), qui sponsorise l'équipe BMW, dont Mamers sera le pilote officiel. De cette collaboration naîtra plus tard le Trophée Andros. Il devient rapidement compétitif dans cette nouvelle discipline pour lui. Après de larges succès en Rallycross, il dispute deux saisons de Porsche Turbo Cup, puis à la fin de sa carrière s'engage en SuperTourisme, non sans avoir goûté au Rallye Dakar en 1988 et 1989. Après la dernière victoire au Grand Prix d’Albi sur la Mercedes 190 avec Jean-Louis Bousquet, il passe à des activités de dirigeant et d’organisateur.  
Dans sa carrière, il aura obtenu au total 125 victoires, quatre titres de Champion de France, dont deux en Rallycross, quatre victoires en Championnat d'Europe de la Montagne, et aura participé six fois aux 24 Heures du Mans.

### Carrière d'organisateur
Avec Frédéric Gervoison, il crée le Trophée Andros. La première course à lieu le 27 janvier 1990 à Serre Chevalier avec 70 inscrits. L'épreuve va perdurer pendant 35 ans.  
En marge du Trophée Andros, en mai 2011, il crée, avec son entreprise 2MO, le premier Grand Prix 100% électrique au monde à l'occasion du Grand Prix de Pau. Les voitures sont dérivées des Andros Car conçues par Exagon Engineering. 
En cyclisme, il fonde en 2001 le Paris-Corrèze avec Laurent Fignon, qui prend fin en 2012.  
En 2002, il crée la Fun Cup France, puis en 2008 les Classic Days, rassemblement de voitures de collection. 

## Décorations
- Chevalier de l'ordre national du Mérite (2015)

## Palmarès
- Rallycross
  - Champion de France en 1982 et 1983 sur Matra Murena

- 24 Heures du Mans
  - six participations
  - victoire en GTP en 1979

- Championnat d'Europe de la montagne
  - 4 victoires en 1979 et 1980 aux Courses de Côte d'Ampus - Draguignan et du Mont-Dore sur March 782-BMW

- Championnat de France des circuits Groupe 6
  - victoire de Coupe Simca Shell Sport 2L en 1973
  - dernière victoire au GP d'Albi sur Mercedes 190 le 1er septembre 1991

## Résultats aux 24 Heures du Mans
| Année | Voiture         | Équipe                 | Équipiers          | Résultat         |
| ----- | --------------- | ---------------------- | ------------------ | ---------------- |
| 1974  | Grac-Gotti MT20 | Mamers-Grac-Gotti-Meca | Xavier Lapeyre     | Abandon          |
| 1977  | WM P76          | WM A.E.R.E.M.          | Jean-Daniel Raulet | 15e              |
| 1978  | WM P77          | WM A.E.R.E.M.          | Jean-Daniel Raulet | Abandon          |
| 1979  | WM P79          | WM Esso / Peugeot      | Jean-Daniel Raulet | 14e / 1er en GTP |
| 1980  | WM P79/80       | WM Esso / Peugeot      | Jean-Daniel Raulet | 11e              |
| 1981  | WM P81          | WM Esso / Peugeot      | Jean-Daniel Raulet | Abandon          |